# Manuel Joaquim de Almeida
Manuel Joaquim de Almeida (1803-1873) foi um nobre português do século XIX.

## Biografia
Manuel Joaquim de Almeida nasceu em Lisboa e casou com D. Maria José de Nápoles Noronha e Veiga, tendo deste casamento nascido 4 filhos.

### Título nobiliárquico
Manuel Joaquim de Almeida foi agraciado em 2 de Julho de 1862 pelo rei D. Luís I de Portugal com o título em vida de Barão de Alenquer. Após a morte de Manuel Joaquim de Almeida o título não foi renovado. Ao invés disso o rei D. Luís I de Portugal concedeu o título em vida de Visconde de Alenquer ao seu varão primogénito, D. Tomás de Nápoles Noronha e Veiga, 1º Visconde de Alenquer.